# Claude Longeon
Claude Longeon (1941-1989) est un professeur de littérature français spécialiste de l'activité littéraire du XVIe siècle.

## Carrière professionnelle
Claude Longeon est un professeur d'université qui a fait sa thèse de doctorat sur la littérature du Forez au XVIe siècle intitulée Une province française à la Renaissance : la vie intellectuelle en Forez au XVIe siècle. Son premier ouvrage Les Écrivains foréziens du XVIe siècle : répertoire biobibliographique classe son auteur en pionnier des études seiziémistes en France, cofondateur de deux sociétés savantes, l'une en 1975 Renaissance Humanisme Réforme (RHR) et l'autre en 1978 Société Française d’Études du Seizième siècle (SFDES).
Le 1er juin 1982, il est nommé membre titulaire du conseil de perfectionnement de l'École Nationale Supérieure des Mines de Saint-Étienne.
Ses fonctions universitaires l'ont porté vers la vice-présidence puis la présidence de l'Université de Saint-Étienne, président de la Neuvième section du Conseil des Universités en 1987 et enfin directeur de deux unités de recherche du C.N.R.S.

## Œuvre
Son œuvre consiste à rendre accessible aux chercheurs et au public les textes d'auteurs du XVIe siècle écrits en français de l'époque Renaissance. Les trois principaux champs d'études explorés par Claude Longeon sont le Forez à la Renaissance, l'écrivain de la Renaissance Étienne Dolet et le lien entre les auteurs du Forez et l'humanisme du temps de la Renaissance (théâtre régional, questions religieuses, usage du latin et du français).
L'Université Claude Monnet de Saint-Étienne a créé à son décès l'Institut Claude Longeon qui, en 1990, a publié un ouvrage Hommes et livres de la Renaissance: choix des principaux articles publiés par Claude Longeon.

### Publications
- Documents sur la vie intellectuelle au XVIe siècle, Saint-Étienne, Centre d'études foréziennes, 1973[6]
- Une province française à la Renaissance: La vie intellectuelle en Forez au XVIe siècle, Saint-Étienne, Centre d'études foréziennes, 1975[7]
- Documents d’archives sur Étienne Dolet (88 p., 1977), la Bibliographie des œuvres d’Étienne Dolet, écrivain, éditeur et imprimeur (292 p., 1979) et le Répertoire analytique et chronologique de la correspondance d’Étienne Dolet suivi du texte de ses lettres latines (252 p., 1982)[5]
- Catalogue des incunables et des ouvrages imprimés au XVIe siècle conservés à la bibliothèque municipale de Saint-Étienne, Saint-Étienne, Bibliothèque municipale – Centre d’études foréziennes, 1973[5]